# Lee Abbey
Lee Abbey är en kristen, ekumenisk organisation i England som har sin grund i Anglikanska kyrkan. Dess vision är att dela tron på Jesus genom relationer.
Lee Abbey grundades i Devon där organisationen driver ett konferens-, reteat- och semestercenter på sin 1,1 km² stora egendom nära Lynton, North Devon. Sedan det grundades 1945 har verksamheten utvidgats till att inkludera ungdomsläger samt ett ungdomscenter på egendomen i Devon, ett internationellt studenthem i centrala London samt hushållsgemenskaper i Bristol, Birmingham och Blackburn.

## Historia
- 1945 köptes ägorna i Devon av Roger de Pemberton och Leslie Sutton. De grundade ett center för väckelse och evangelism som erbjöd helpension och undervisning. Denna verksamhet fortsätter än idag.
- 1948 började man anordna årliga sommarläger på ägorna för ungdomar i åldern 13 till 25
- 1964 sänder medarbetare ut från Devon till London där de grundade studenthemmet the Lee Abbey International Students' Club i Kensington. Detta studenthem skulle vara ett hem hemifrån för internationella studenter som studerade i London.
- 1988 grundades en dottergemenskap i Aston, Birmingham.
- 1992 grundades en andra dottergemenskap i Knowle West, Bristol.
- 1995 grundades en tredje dottergemenskap i Blackburn, denna upphörde 2005.
- 2004 utökades Lee Abbey Devon med ungdomscentret the Beacon Youth and Outdoor Activity Centre.